# Kleber Lago
Kleber Cantanhede Lago (Pedreiras, 21 de fevereiro de 1942 – São Luís, 18 de setembro de 2024), foi um  escritor, poeta e sonetista, reconhecido como um dos maiores sonetistas do país. Também teve atuação na política, tendo sido vereador de Pedreiras, Maranhão, sua terra natal.

## Biografia
Kleber Lago nasceu em 21 de fevereiro de 1942, na cidade de Pedreiras, Maranhão. Filho de Raimundo de Carvalho Lago e Maria Cantanhede Lago. Desde jovem, demonstrou interesse pela literatura e pela política, influenciado pelo ambiente cultural e social de sua cidade natal. Após concluir o ensino básico, mudou-se para o Rio de Janeiro, onde ingressou na Faculdade de Economia e Finanças e obteve formação na área. Posteriormente, retornou ao Nordeste e cursou Ciências Contábeis na Universidade Federal do Piauí.
É primo do ex-governador Jackson Lago e sobrinho do político Benedito de Carvalho Lago
Atuação política
Durante a Ditadura Militar, Kleber Lago iniciou sua trajetória política ao fundar o diretório municipal do Movimento Democrático Brasileiro (MDB) em Pedreiras, tornando-se uma figura na oposição ao regime militar brasileiro. Foi candidato a prefeito de Pedreiras, apoiado pela população obreira e estudantil, foi taxado de comunista, o que contribuiu a perder as eleições para a prefeitura. Em 1970, foi eleito vereador da cidade. Após sua passagem pela política, Kleber Lago permaneceu um entusiasta das questões públicas e manteve envolvimento com debates sociais e culturais ao longo de sua vida.

## Carreira Literária
Kleber Lago é um poeta maranhense cuja obra se destaca pela forte ligação com sua terra natal, Pedreiras. Influenciado por uma característica bairrista, ele segue os passos de João do Vale e Correa de Araújo na exaltação de sua cidade. Dedicou-se a poesia desde cedo, ao escrever sonetos, haicais e poesias sobre sua terra natal. Sendo um dos responsáveis pelo resgate cultural e histórico da cidade. Sua obra se destaca pela capacidade de transformar o cotidiano da cidade em poesia, exaltando suas tradições, personagens e história. Sua poesia, além de enaltecer sua cidade, demonstra um olhar atento às transformações e à identidade do povo maranhense, consolidando Kleber Lago como um importante nome da literatura regional.

Segundo o escritor e seu amigo pessoal, José Chagas,  
"Kleber Lago tem seu universo particular, o seu mundo próprio, que é Pedreiras, a sua terra natal". 

"(...) Porque ele, sem nenhuma dúvida, é o artesão perfeito do soneto tecnicamente perfeito (...)"
Kleber Lago teve atuação destacada em instituições culturais. Em 30 de maio de 2006, foi um dos fundadores da Academia Pedreirense de Letras (APL), figurando entre os membros empossados na sessão solene inaugural realizada em julho do mesmo ano. Ao longo dos anos, exerceu a presidência da APL em diferentes mandatos – 2009–2010, 2011–2012 e 2016–2018, liderando projetos de incentivo à leitura, concursos literários e publicação de coletâneas.
Em âmbito nacional, foi membro correspondente da Academia Brasileira de Sonetistas (ABRASSO) e membro efetivo da Academia Poética Brasileira (APB), sendo um dos primeiros dez imortais escolhidos em sua fundação. Reconhecido como “decano poético” pela excelência e longevidade de sua obra, tornou-se Patrono Oficial da cadeira 49 da APB após seu falecimento.
Em entrevistas, destacava a importância de registrar a história local, afirmando que “as enciclopédias humanas estão morrendo”, razão pela qual se empenhava em preservar as memórias orais de Pedreiras. Essa dedicação lhe rendeu o título de “historiador de Pedreiras”, em reconhecimento ao seu papel como guardião da memória cultural da cidade.
Recebeu a Comenda Corrêa de Aráujo, Medalha de Mérito Centenário João do Vale e Medalha do Mérito Desembargador Araújo Neto da Camâra Municipal de Pedreiras e Honra ao Mérito da Secretaria de Cultura do Estado do Maranhão
Entre suas obras, podem ser citadas:
- Os Loucos de Minha Terra[12]
- Amar e Escrever
- Sonetos quem não estão no Caderno
- Viagens para dentro e fora de mim
- Um pouco de cada momento
- Sonetos de ontem e de hoje para sempre
- Álbum de Haicais
- Pedreiras (1970)
- Palavras (1988)
- Da Cidade e do Rio (2006)
- Louvação a Pedreiras (2006)
- Um pouco de cada momento (2006).